# USS Hammerhead (SS-364)
USS Hammerhead (SS-364) là một tàu ngầm lớp Gato từng phục vụ cùng Hải quân Hoa Kỳ trong Chiến tranh Thế giới thứ hai. Nó là chiếc tàu chiến đầu tiên của Hải quân Hoa Kỳ được đặt cái tên này, theo tên họ Cá nhám búa. Nó đã phục vụ trong suốt Thế chiến II, thực hiện tổng cộng bảy chuyến tuần tra, đánh chìm 11 tàu Nhật Bản, bao gồm hai tàu frigate với tổng tải trọng 35.635 tấn. Được cho ngừng hoạt động sau khi xung đột chấm dứt vào năm 1946, nó được huy động trở lại để tiếp tục phục vụ trong giai đoạn Chiến tranh Lạnh từ năm 1952 đến năm 1954, rồi được chuyển cho Thổ Nhĩ Kỳ để hoạt động như là chiếc TCG Cerbe (S 341) cho đến năm 1972. Con tàu cuối cùng bị tháo dỡ. Hammerhead được tặng thưởng danh hiệu Đơn vị Tuyên dương Hải quân cùng bảy Ngôi sao Chiến trận do thành tích phục vụ trong Thế Chiến II.

## Thiết kế và chế tạo
Lớp tàu ngầm Gato được thiết kế cho mục đích một tàu ngầm hạm đội nhằm có tốc độ trên mặt nước cao, tầm hoạt động xa và vũ khí mạnh để tháp tùng hạm đội chiến trận. Con tàu dài 311 ft 9 in (95,02 m) và có trọng lượng choán nước 1.525 tấn Anh (1.549 t) khi nổi và 2.424 tấn Anh (2.463 t) khi lặn. Chúng trang bị động cơ diesel dẫn động máy phát điện để cung cấp điện năng cho bốn động cơ điện, đạt được công suất 5.400 shp (4.000 kW) khi nổi và 2.740 shp (2.040 kW) khi lặn, cho phép đạt tốc độ tối đa 21 hải lý trên giờ (39 km/h) và 9 hải lý trên giờ (17 km/h) tương ứng. Tầm xa hoạt động là 11.000 hải lý (20.000 km) khi đi trên mặt nước ở tốc độ 10 hải lý trên giờ (19 km/h) và có thể hoạt động kéo dài đến 75 ngày và lặn được sâu tối đa 300 ft (90 m).
Lớp tàu ngầm Gato được trang bị mười ống phóng ngư lôi 21 in (530 mm), gồm sáu ống trước mũi và bốn ống phía phía đuôi tàu, chúng mang theo tối đa 24 quả ngư lôi. Vũ khí trên boong tàu gồm một hải pháo 3 inch/50 caliber, và thường được tăng cường một khẩu pháo phòng không Bofors 40 mm nòng đơn và một khẩu đội Oerlikon 20 mm nòng đôi, kèm theo súng máy .50 caliber và .30 caliber. Tiện nghi cho thủy thủ đoàn bao gồm điều hòa không khí, thực phẩm trữ lạnh, máy lọc nước, máy giặt và giường ngủ cho hầu hết mọi người, giúp họ chịu đựng cái nóng nhiệt đới tại Thái Bình Dương cùng những chuyến tuần tra kéo dài đến hai tháng rưỡi.
Hammerhead thoạt tiên được đặt hàng như một tàu ngầm lớp Balao với thiết kế được cải tiến, nhưng hãng đóng tàu Manitowoc Shipbuilding Company đã không nhận được bản vẽ từ công ty Electric Boat kịp thời để chế tạo. Vì vậy nó cùng với các chiếc Golet, Guavina và Guitarro được đóng theo thiết kế cũ của lớp Gato. Hammerhead được đặt lườn tại xưởng tàu của hãng Manitowoc ở Manitowoc, Wisconsin vào ngày 5 tháng 5, 1943. Nó được hạ thủy vào ngày 24 tháng 10, 1943, được đỡ đầu bởi bà Robert W. Berry, phu nhân Đại tá Hải quân Robert W. Berry, và được cho nhập biên chế cùng Hải quân Hoa Kỳ vào ngày 1 tháng 3, 1944 dưới quyền chỉ huy của Hạm trưởng, Trung tá Hải quân John Croysdale Martin.

## Lịch sử hoạt động

### 1944
Sau khi hoàn tất việc chạy thử máy trong suốt một tháng tại hồ Michigan, Hammerhead được chất lên một sà lan để được kéo dọc theo sông Mississippi từ Manitowoc đến New Orleans, Louisiana, đến nơi vào ngày 8 tháng 4, 1944. Sau khi hoàn tất việc trang bị, nó rời New Orleans để hoạt động huấn luyện tại vùng kênh đào Panama, rồi sau đó chuẩn bị để được điều động sang khu vực Mặt trận Thái Bình Dương. Nó rời vùng kênh đào để đi sang Trân Châu Cảng thuộc quần đảo Hawaii.

#### Chuyến tuần tra thứ nhất
Rời Trân Châu Cảng vào ngày 6 tháng 6 cho chuyến tuần tra đầu tiên tại vùng biển phía Nam Đài Loan, Hammerhead hoạt động trong thành phần một đội tấn công phối hợp "Bầy sói" vốn bao gồm các tàu ngầm Steelhead (SS-280) và Parche (SS-384). Nó phá hủy một thuyền buồm bằng hải pháo vào ngày 9 tháng 6, rồi tiếp tục tấn công một tàu chở dầu vào ngày 29 tháng 6, nhưng các quả ngư lôi phóng ra đều bị trượt và sự xuất hiện của máy bay tuần tra đối phương buộc nó phải từ bỏ mục tiêu. Chiếc tàu ngầm tiếp tục tấn công một đoàn tàu vận tải vào ngày hôm sau, gây hư hại cho một số tàu trước khi quay trở về căn cứ Fremantle, Australia vào ngày 17 tháng 8.

#### Chuyến tuần tra thứ hai
Trong chuyến tuần tra thứ hai từ ngày 9 tháng 9 đến ngày 2 tháng 11 tại các vùng biển Java và biển Đông, Hammerhead xuất phát từ Fremantle, và đến ngày 1 tháng 10 đã phát hiện một đoàn bốn tàu buôn và một tàu chở dầu được ba tàu hộ tống bảo vệ ngoài khơi Borneo. Nó phóng ra mười quả ngư lôi, trúng đích sáu quả và đánh chìm được ba tàu chở hàng Kokusei Maru (5.396 tấn), Higame Maru (5.320 tấn) và Hiyori Maru (5.320 tấn). Đến sáng ngày 20 tháng 10, nó lại bắt gặp một đoàn sáu tàu buôn, và sau khi né tránh các tàu hộ tống đã phóng sáu quả ngư lôi và đánh chìm thêm các tàu chở hành khách Ugo Maru (3.684 tấn) và Oyo Maru (5.458 tấn). Hammerhead được tặng thưởng danh hiệu Đơn vị Tuyên dương Hải quân do thành tích xuất sắc trong lượt tuần tra này.

#### Chuyến tuần tra thứ ba
Lên đường vào ngày 25 tháng 11 cho chuyến tuần tra thứ ba tại khu vực biển Đông, Hammerhead lại hoạt động trong thành phần một đội "Bầy sói" bao gồm các tàu ngầm chị em Lapon (SS-260) và Paddle (SS-263). Nó đã tấn công trong nhiều dịp nhưng không ghi được chiến công nào, và quay trở về căn cứ vào ngày 17 tháng 1, 1945.

### 1945

#### Chuyến tuần tra thứ tư
Trong chuyến tuần tra thứ tư từ ngày 19 tháng 2, 1945 đến ngày 3 tháng 3, Hammerhead hoạt động phối hợp với tàu ngầm Baya (SS-318) để tuần tra tại khu vực Biển Đông. Ngoài khơi mũi Varella gần Quy Nhơn vào ngày 23 tháng 2, nó bắt gặp một đoàn tàu vận tải được hai tàu hộ tống bảo vệ, và một loạt bốn quả ngư lôi phóng ra đã đánh chìm tàu frigate Yaku (khoảng 900 tấn). Do hạm trưởng mắc bệnh, chiếc tàu ngầm phải cắt ngắn chuyến tuần tra và quay trở về căn cứ vịnh Subic, Philippines.

#### Chuyến tuần tra thứ năm
Lên đường cho chuyến tuần tra thứ năm vào ngày 10 tháng 3, Hammerhead tiếp tục đi sang vùng bờ biển Đông Dương thuộc Pháp, nơi nó bắt gặp một đoàn tàu vận tải được hộ tống vào ngày 29 tháng 3. Nó len lỏi được vào giữa đội hình đoàn tàu, và phóng ngư lôi đánh chìm một tàu hộ tống, chiếc Tàu phòng vệ duyên hải số 884 (khoảng 1.000 tấn) trước khi gây hư hại cho nhiều tàu khác. Nó rút lui về vịnh Subic vào ngày 6 tháng 4.

#### Chuyến tuần tra thứ sáu
Hammerhead tiến hành chuyến tuần tra thứ sáu trong vùng vịnh Thái Lan, nơi nó đối đầu với một tàu chở dầu nhỏ và hai tàu hộ tống trong đêm 6 tháng 5. Sau loạt hai quả ngư lôi đầu tiên bị trượt qua khoảng cách quá xa, loạt ngư lôi thứ hai đã đánh chìm Kinrei Maru (850 tấn); tuy nhiên những lượt tấn công tiếp theo lại không thành công, và nó phải lặn sâu để né tránh phản công bằng mìn sâu từ các tàu hộ tống, nên không thể tiếp tục theo đuổi mục tiêu. Đến ngày 14 tháng 5, phát hiện một tàu buôn chỉ được một máy bay hộ tống, nó tiếp cận và đánh chìm tàu chở hành khách  Tottori Maru (5.973 tấn) với hai quả ngư lôi. Con tàu kết thúc chuyến tuần tra vào ngày 25 tháng 5.

#### Chuyến tuần tra thứ bảy
Khởi hành từ Fremantle vào ngày 21 tháng 6 cho chuyến tuần tra thứ bảy, cũng là chuyến cuối cùng, tại khu vực vịnh Thái Lan, Hammerhead lại tiếp tục hoạt động với một đội "Bầy sói" gầm ba tàu ngầm khác. Vào ngày 10 tháng 7, nó đã tấn công và đánh chìm tàu chở hàng Sakura Maru (900 tấn) và tàu chở dầu Nanmei Maru số 5 (834 tấn). Sau khi Nhật Bản chấp nhận đầu hàng vào ngày 15 tháng 8, giúp chấm dứt vĩnh viễn cuộc xung đột, chiếc tàu ngầm kết thúc chuyến tuần tra và quay về căn cứ Trân Châu Cảng vào ngày 21 tháng 8.
Quay trở về vùng bờ Tây, Hammerhead được cho xuất biên chế tại Xưởng hải quân Mare Island, California vào ngày 9 tháng 2, 1946, và được đưa về Hạm đội Dự bị Thái Bình Dương.

### 1952 - 1953
Sau khi cuộc Chiến tranh Triều Tiên bùng nổ vào tháng 6, 1950, Hammerhead được cho tái biên chế trở lại vào ngày 6 tháng 2, 1952 và hoạt động huấn luyện dọc theo vùng bờ Tây giữa San Diego và San Francisco, California cho đến ngày 21 tháng 8, 1953, khi được cho xuất biên chế để hiện đại hóa hầu chuẩn bị để được chuyển giao ra nước ngoài. Nó đi đến Xưởng hải quân Mare Island để được nâng cấp theo Chương trình Ống hơi Hạm đội, rồi nhập biên chế trở lại vào ngày 16 tháng 7, 1954.

### TCGCerbe(S 03/S 341)
Được chuyển giao cho chính phủ Thổ Nhĩ Kỳ trong khuôn khổ Chương trình Viện trợ Quân sự. Hammerhead xuất biên chế vào ngày 23 tháng 10, 1954, và nhập biên chế cùng Hải quân Thổ Nhĩ Kỳ cùng trong ngày hôm đó như là chiếc TCG Cerbe (S 03), tên được đặt theo Trận Djerba vào năm 1560. Số hiệu tàu được chuyển thành S 341 vào năm 1965. Quyền sở hữu con tàu được bán cho Thổ Nhĩ Kỳ vào ngày 1 tháng 1, 1972, và nó được cho xuất biên chế vào ngày 4 tháng 5, 1972 rồi bị tháo dỡ sau đó.

## Phần thưởng
Hammerhead được tặng thưởng danh hiệu Đơn vị Tuyên dương Hải quân cùng bảy Ngôi sao Chiến trận do thành tích phục vụ trong Thế Chiến II. Nó được ghi công đã đánh chìm 11 tàu Nhật Bản, bao gồm hai tàu frigate với tổng tải trọng 35.635 tấn.
|                                                       |  |  |
| Bronze star · Bronze star · Bronze star · Bronze star |  |  |

| Dãi băng Hoạt động Tác chiến                                            | Đơn vị Tuyên Dương Hải quân          | Huân chương Chiến dịch Hoa Kỳ         |
| Huân chương Chiến dịch Châu Á-Thái Bình Dương với 7 Ngôi sao Chiến trận | Huân chương Chiến thắng Thế Chiến II | Huân chương Phục vụ Phòng vệ Quốc gia |